# عنکبوت‌های ران‌بلند
عنکبوت‌های ران‌بلند (Trochanteriidae) نام خانواده‌ای از عنکبوتها است.
این خانواده ۱۸ سرده و ۱۴۹ گونه را دربر می‌گیرد. بیشترین گونه این جانور بومی استرالیا هستند.